# Notopleura biloba
Notopleura biloba är en måreväxtart som beskrevs av Charlotte M. Taylor. Notopleura biloba ingår i släktet Notopleura och familjen måreväxter. Inga underarter finns listade i Catalogue of Life.